# Pla de l'Arc (jaciment)
El Pla de l'Arc és el nom que rep el conjunt arqueològic de l'antiga ciutat romana d'Edeta, localitzat en la part nord-est de l'espai urbà de Llíria.

## Història
Abans del segle ii aC, la població es concentrava a l'oppidum ibèric del Tossal de Sant Miquel. En aquest segle el poblat fou abandonat, i posteriorment es fundà la ciutat romana d'Edeta, que raonablement portava el mateix nom que el seu precedent ibèric. La ciutat romana fou fundada ex novo i en un pla, al peu del tossal que albergà la població ibèrica. A diferència d'aquesta, la ciutat romana no necessitava de bona visibilitat perquè fou fundada en un context històric sense amenaces. Per això mateix, sembla que la ciutat no tengué murades.
Es desconeix el moment fundacional, però les primeres construccions documentades són de l'època d'August. Poc més tard, entre els anys 15 i 12 aC, la ciutat rebria la condició de municipium de dret llatí. El moment de màxima esplendor començà el segle i dC, i particularment durant la dinastia Flàvia, quan la ciutat visqué grans reformes urbanes que la monumentalitzaren, particularment les termes de Mura. Sembla que el principal promotor d'aquestes obres fou Marc Corneli Nigrí Curiaci Matern, senador i cònsol l'any 83. També s'ha suposat l'existència d'un Odèon i d'un teatre, però no s'ha pogut confirmar.
La ciutat continuà florint al llarg del segle ii. A començament del segle iii es detecten els primers senyals de crisi amb la troballa d'un cofre amb denaris amagat, però no s'han trobat signes d'abandonament o reformes i els contactes comercials continuaven de ser freqüents. Però a la segona meitat del segle sembla que la ciutat s'abandonà ràpidament, per tal com es documenta l'abandonament d'edificis com ara les termes. A final de segle, en temps de Dioclecià, sembla que experimentà una petita recuperació, però, en qualsevol cas, anys més tard Edeta ja devia estar força abandonada. En canvi, es documenta un canvi d'usos a les termes, amb la reutilització de l'espai per funcions religioses. Efectivament, sembla que, durant el domini imperial oriental, a Edeta s'establí un monestir, que s'abandonà definitivament cap al segle vii.

## Troballes
El Pla de l'Arc rep el seu nom d'un arc romà les ruïnes del qual s'aixecaven fins a almenys el segle XVI en els encontorns de la carretera de Llíria a Olocau i que degué estar emplaçat en el punt en què la via pública penetrava en el pomerium. Als voltants de l'arc va haver-hi diverses viles, destacant la de la Bombeta, on es va trobar en 1917 un mosaic que representa els dotze treballs d'Hèrcules. Aquest va ser venut en 1941 al Museu Arqueològic Nacional de Madrid, on es troba exposat.
A més, s'han trobat en Edeta més de 200 inscripcions en llatí i grec, tant monumentals com en grafitti, i que suposen més d'un 10% del total de les inscripcions d'època romana del País Valencià. Destaquen les dedicades a Marc Corneli Nigrí i a Luci Corneli Potit. D'època romana d'Orient s'ha recuperat un llum amb representació d'una creu copta de clara influència oriental.

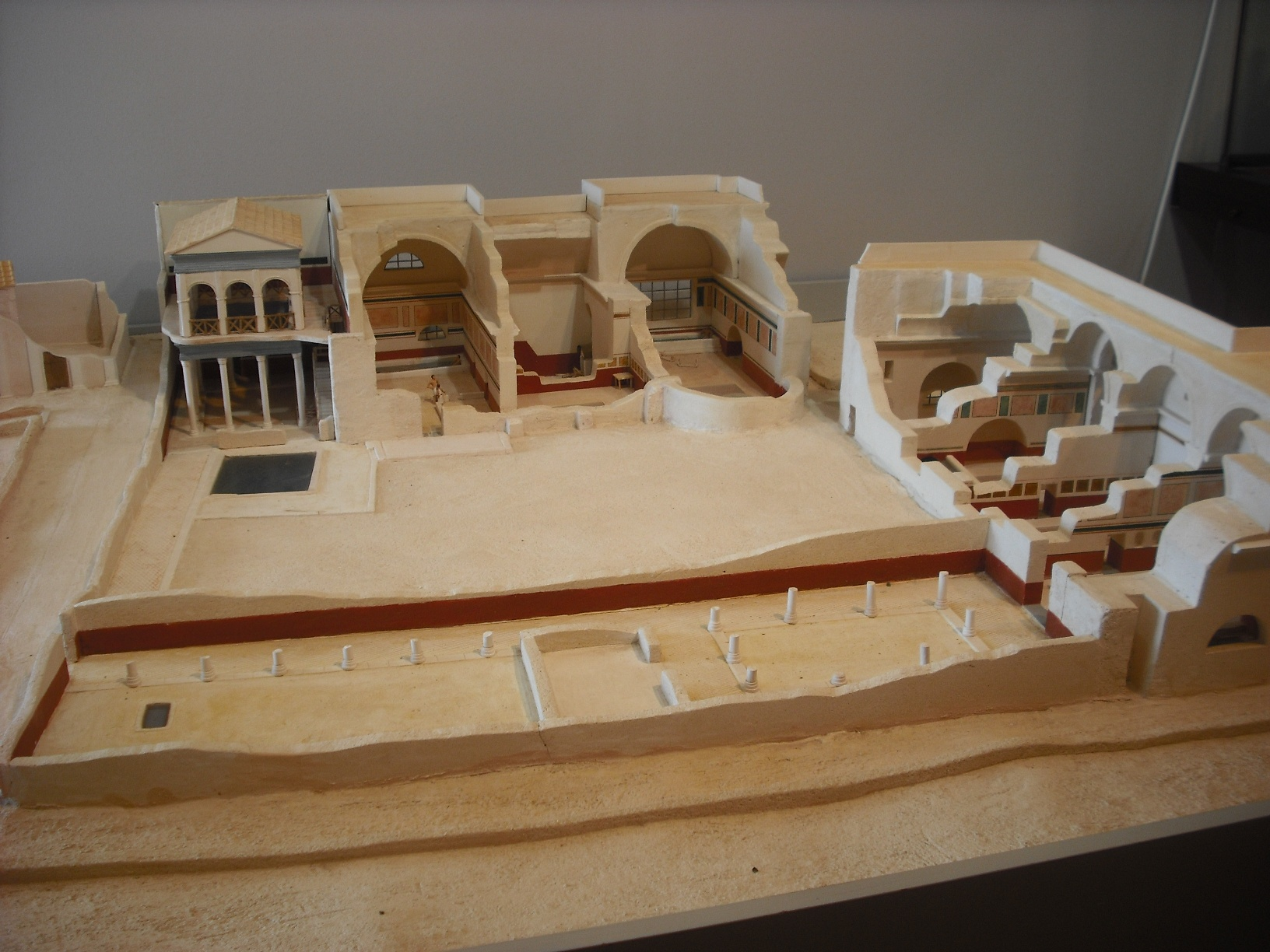
Reconstrucció de les termes de Mura.

### Mausoleus romans
Es tracta de dos edificis situats originalment en l'entrada septentrional de la ciutat romana. El primer edifici, de planta rectangular i forma d'arc, tenia la façana decorada amb pilastres acanalades i davant ell es conserva una inscripció en tabula ansata. El segon pertany als sepulcres turriformes i en el seu interior es conserva una llosa amb orifici central per les libacions sota la qual es trobaven les restes carbonitzades del difunt. El conjunt constitueix una de les millors mostres de l'arquitectura funerària d'Hispània i ha estat declarat BIC.

### Santuari i termes de Mura
Es tracta d'unes termes romanes de 3600 m² construïdes al segle i dC, probablement promogut per Marc Corneli Nigrí, i constitueix un dels complexos religiosos i curatius més monumentals d'Hispània. El temple, d'estil grec, està envoltat per un recinte tancat de planta lleugerament trapezoïdal i inclou una aedicula. El conjunt termal s'enquadra dins de l'estil pompeià i consisteix en dos grans edificis, el major masculí i el menor femení, separats entre si i articulats entorn d'una palestra, encara que l'accés es feia mitjançant una basílica thermarum, ja que a la palestra només tenien accés els homes. Les dues termes es componen de apodyterium (vestuari), frigidarium (sala freda), tepidarium (sala tèbia) i caldarium (sala calenta) i compten amb el seu propi praefurnium (forn). La part masculina comptava amb una piscina freda en una cantonada de la palestra i la femenina amb una piscina coberta. El conjunt, que conserva en molt bon estat gran part del paviment original i de les conduccions d'aire calent, és un dels principals jaciments romans del País Valencià.

### Molló del Pla de l'Arc
Era un dels monuments més representatius de la ciutat romana d'Edeta. Es conserva un pilar amb fàbrica de carreus amb grans pedres calcàries llaurades a esquadra, travats a os, en sec, encara que en alguns punts sembla que es van regularitzar les filades amb un aglutinant d'argamassa. Existeix un paral·lelisme clar entre l'Arc de Cabanes i el Pilar de Llíria o Molló del Pla de l'Arc, considerat generalment com un pilar o suport d'un Arc romà. Aquest element va ser construït, sens dubte, en època romana, probablement a la fi del segle i dC.